# El (dios semítico)

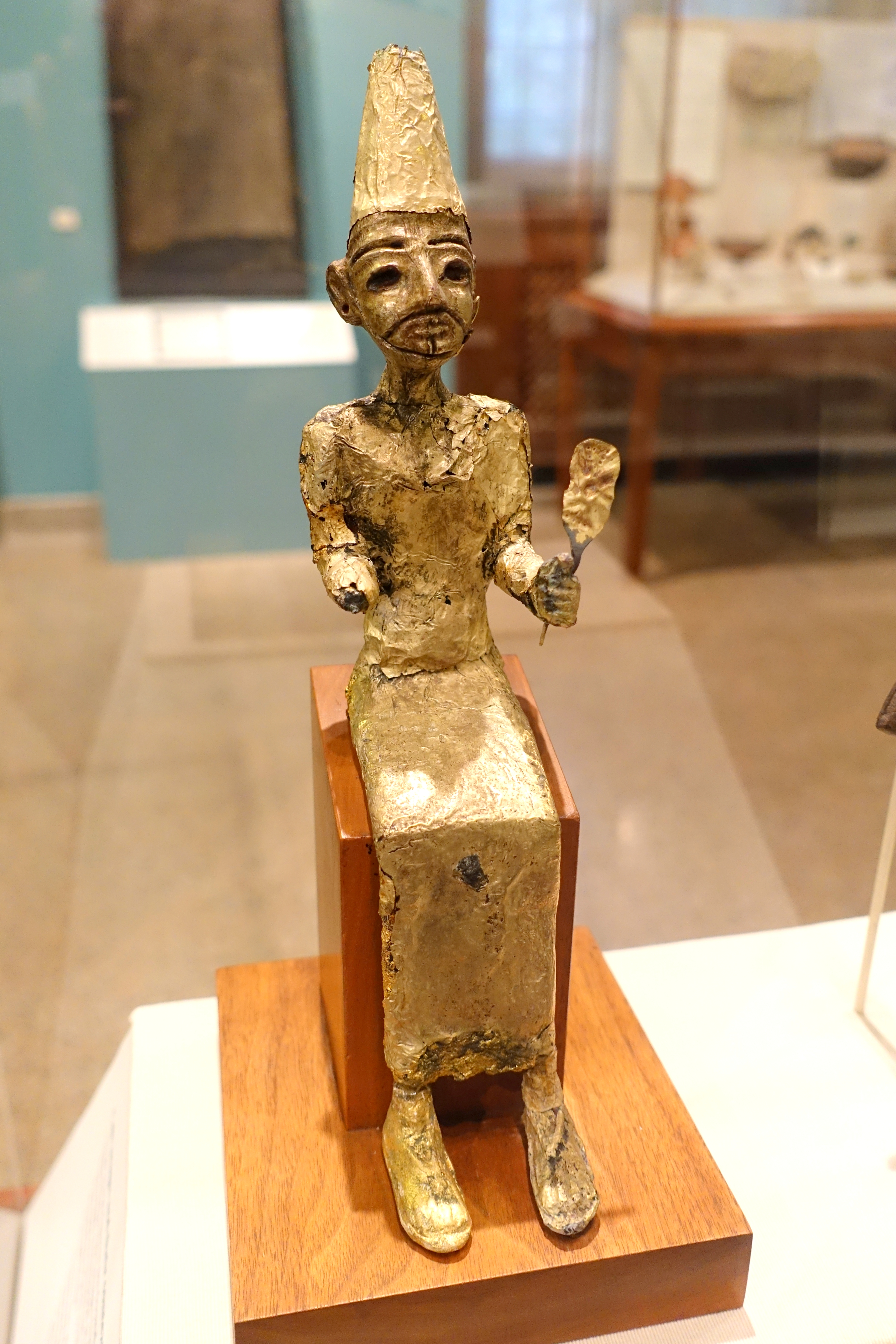
Representación del dios Ēl.

El, Ēl (en ugarítico 𐎛𐎍, en fenicio 𐤀𐤋, en siríaco ܐܠ, en hebreo אל, en árabe إل o إله, del acadio ilu) es una palabra semítica, que tradicionalmente se traduce como deidad, refiriéndose a la máxima deidad. Algunas veces, dependiendo del contexto, permanece sin traducción (quedando simplemente «El») para referirse al nombre propio de un dios.
Ēl era el nombre de la deidad suprema tanto en la religión cananea como para los hablantes semíticos orientales del Período Dinástico Arcaico (2900 a.  C.).
Significa ‘padre de todos los dioses’ (en los hallazgos arqueológicos siempre ha sido encontrado frente a las demás deidades).
Ēl ha sido el padre de muchos dioses ―setenta en total―; los más importantes fueron
Baal Raman (Hadad), 
Yam, 
Mot y 
Dagan, 
los cuales tienen atributos similares a los dioses Zeus, Poseidón u Ofión, Hades o Tánatos, entre otros. 
Los antiguos mitógrafos griegos identificaron a Ēl con Uranos (uno de los dioses griegos), el padre de Cronos y de los titanes.
En todo el Levante mediterráneo este dios era denominado IL o EL, al dios supremo, padre de los hombres
y de todas las criaturas.
Los sumerios tenían un dios equivalente llamado Anu.
Por lo general, a Ēl se lo representa como un toro, con o sin alas, por su fortaleza y potencia creativa, al igual que a su primogénito Hadad.
Ēl es cognado del dios acadio ILU
- 𐎛𐎍, en ugarítico
- 𐤀𐤋, en fenicio
- ܐܠ, en siríaco
- אל, en hebreo
- إل o إله, en árabe

En un prisma encontrado en Laquis (Egipto), que tiene en su cara opuesta el nombre de Amenhotep II (1435-1420 a. C.), el dios egipcio Ptah recibió el título ḏū gitti (‘señor de [la ciudad palestina de] Gat’).  El título ḏū gitti señala que a Ptah a menudo se le llama ‘el señor de la eternidad’ (o ‘el único de la eternidad’) y se piensa que puede estar conectado como epíteto con Ēl ’Olam (‘el eterno’). 
 Sin embargo, en los textos ugaríticos, Ptah se identifica más bien con el dios Kothar-wa-Khasis, pero en el mandeísmo, el dios Ptahil, cuyo nombre se combina Ptah e il/el.
Ēl era conocido como sanador, el nombre Rafael o Rapha-Ēl, significa 'Ēl ha sanado' en la cultura Ugarit, esto se atestigua aproximadamente en el 1350 a. C. en una de las cartas de Amarna.
En una narración se describe un banquete al que el dios Ēl invita a los otros dioses, en la fiesta Ēl se emborracha, hace un escándalo y luego cae después de buscar pelea con uno de los invitados. El texto termina con un encantamiento para la cura de alguna enfermedad, posiblemente la resaca.
En las tablas de Ugarit, ese dios primigenio figura también como el esposo de la diosa Asera; Ishtar entre los babilonios [originalmente llamada Athirat (o Afdirad)] que en la Biblia recibe el nombre de Astoret. La forma griega es Astarté (la cual es la madre de todos los dioses, la esposa celestial, la reina del cielo).
Representaciones del dios Ēl se han encontrado en las ruinas de la Biblioteca Real de la civilización Ebla ―en el yacimiento arqueológico de Tell Mardikh (Siria), que data del 2300 a. C.
En algún momento de la historia pudo haber sido un dios del desierto, pues un mito dice que tuvo dos esposas y que con ellas y sus hijos construyó un santuario en el desierto.

## Tradiciones
Para los pueblos cananeos, Ēl era la deidad principal, el rey, creador de todas las cosas, el juez que dictaba lo que debían hacer tanto los hombres como los dioses. Su esposa primaria fue Ashera o Asera, la madre de los dioses, representada en los santuarios cananitas con árboles ornamentados. Pero tuvo otra esposa: Anat hermana de Hadad Baal Raman (el señor del trueno). Esta última era llamada «la amante de los dioses». Ambas ―Ashera y Anat― eran diosas de la fertilidad.
Para los cananeos Ēl es el padre de la «divina familia» y presidente de la asamblea de los dioses en el Monte de la Reunión.
Es llamado «toro» por su fortaleza y potencia creativa.
En una roca en Ras Shara está representado como el Anciano de Días, y como la Roca de las Edades.
En los mitos ugaríticos, Ēl es llamado Bny Bnwt, que significa ‘creador de todas las cosas creadas’, aunque algunos lo traducen como ‘dador de potencia’. En las dos inscripciones halladas en Ugarit (hoy Ras Shamra), el dios Ēl es retratado como un dios frío y distante, «en el flujo de los [dos] ríos», posiblemente del Edén, de donde un río fluía para formar a los ríos Tigris, Éufrates, Guijón y Pisón,
tal como en la Biblia se describe al Edén.
Aparte de ser llamado «el creador», el dios Ēl también era llamado «el bondadoso», «el compasivo» en los mitos ugaríticos (títulos que en el Tanaj ―la Biblia hebrea― aparecen para referirse al dios Yahweh).
En Canaán el rey era nombrado «siervo de Ēl» una tradición compartida en la antigüedad por ejemplo en los faraones de Egipto («Ramsés engendrado por Ra»), algunos eruditos opinan que este sistema era compartido por los reyes de Israel como Jehú (‘él es Yahweh’). Este sistema de estado se llama teocracia y describía el estatus de los reyes antiguos como ejecutores de la voluntad divina.
Los títulos, «hijos de Ēl» significaban ‘los dueños de los ganados, adoradores del dios-toro Ēl’, y «las hijas de Adán» significaría ‘las mujeres de Adama [la tierra, el suelo]’; Adama era una diosa de la agricultura.
Varios eruditos proponen que el pasaje de Deuteronomio 32:8-9 refleja una etapa temprana del pueblo israelita en la que se manifestaban creencias politeístas, con Yahweh como un dios subordinado a El Elyon. Otros eruditos, en cambio, sostienen que Elyon (Altísimo) en este pasaje es simplemente un título para Yahweh.

## Panteón
Al panteón cananeo se le conocía en conjunto como Lhml,
pronunciado según la zona como iLhm, eLohim, aLaham, entre otros. 

El término Lhm está formado por L que se refiere a Ēl, Lh que significa estar al frente/a la cabeza y la m indica plural, por lo tanto, Lhm significaría, los que están encabezados por Ēl.
Ēl vivía con la diosa Astarot (madre de todos los dioses, esposa celestial, reina del cielo) en una tienda en lo alto de una montaña (el equivalente al monte olimpo), en cuya base se originaba toda el agua dulce del mundo, esta pareja formaba la cima del panteón. El segundo escalón estaba conformado por sus hijos, los "77 u 88 hijos con Astarot" 
(los cuales tienen atributos similares a los dioses Zeus, Poseidón, Hades o Tánatos). Baal era un dios prominente en este grupo, que tenía su propia sede en el Monte Zaphon (جبل الأقرع), pero con el tiempo Baal se volvió la principal deidad canaanita, por lo que Ēl se transformó en el poder ejecutivo y Baal en el poder militar de la creación. Debajo de los setenta dioses secundarios había un escalón comparativamente menor de deidades de la industria y el comercio, y un cuarto escalafón especial para los ángeles (mensajeros de los dioses). Ēl y sus hijos componían la Asamblea celestial, y cada miembro tenía una nación humana bajo su custodia; Ēl dividió a las naciones entre sus hijos.
En el arte ugarítico, el dios Ēl era representado como un patriarca barbudo, muy bebedor de vino en festines y soltero. Esto podría aludir que el dios no habitaba en templos hechos por hombres. Aparte de ser juez,
Ēl podía sanar, como cuando curó a su hijo Kirta, incluso el dios Baal pide que sane a uno de sus siervos, a Danel que significa; "Ēl es juez".
En las tablas de Ugarit, es llamado Bny Bnwt, que significa ‘creador de todas las cosas’, donde es retratado como un dios frío y distante. Las representaciones de Ēl se han encontrado en las ruinas en la hoy Siria, que data del 2300 a. C. En algún momento de la historia pudo haber sido un dios del desierto, pues un mito narra que tuvo dos esposas y que con ellas y sus hijos construyó un santuario en el desierto. Ēl también era llamado «el bondadoso», «el compasivo» y como tal, «el Altísimo».
Su esposa primaria fue Astarot o Asera, representada en los santuarios cananitas con plantas ornamentales. Pero tuvo otra esposa: Anat hermana de Baal, esta última, era llamada «la amante de los dioses» (diosa de la fertilidad). Para los cananeos Ēl era el padre de la «divina familia» y presidente del celestial.

### Parentela
- Asera, la madre de todos los dioses, originalmente llamada Athirat (o Afdirad).
- El fuego («la ramera de Ēl»), al parecer un desliz del dios. Según la mitología ugarítica, Ēl tendría varias amantes, lo que causaría la ira de Asera, y tendrían problemas con él, hasta llegar a una posible separación.
- La muerte, el mar y el deseo son los hijos preferidos de Ēl. Se les llama «los queridos de Ēl».[cita requerida]
- Shahar (Shajar) (hijo de otro desliz de Ēl con otra mortal).
- El rey Kirta (el muchacho de Ēl).
- Shalem o Shalim (‘perfecto’), hijo de Ēl con una mortal.
  - La palabra shalom proviene de este Shalem.
  - También proviene de este el nombre de la actual Jerusalén, ciudad de Salem del rey Melquisedec.
- Pescador, hijo adoptivo de la dama Asera del mar.
- Mot (‘muerte, esterilidad’).

Nietos
- Ilihu (Iliju), Thitmanit y Yassib son hijos del rey Kirta y de su esposa Hurriya (la hija del rey Pabil).
- Kothar Wa Hasis (Kjoftar Wa Jasís) o Jotar, hijo del mar. Su equivalente en Egipto era Ptah, palabra que no tiene significado en idioma egipcio sino en idioma acádico (y en otros idiomas semitas), en el que significa ‘el quien crea las cosas por medio de la escultura y abriéndolas’. Era el artesano de los dioses. Sus hermanas eran las sabias mujeres o las siete diosas de la sabiduría y conocimiento.

## Uso de «Ēl» en el Tanaj
La definición Ēl entra en la esfera de la revelación con el epíteto Shaddai, que es peculiar de la religión judía. Yahweh dice a Moisés;

Me revelé a Abraham, a Isaac y a Jacob como Ēl Shaddāi, pero no me conocían por mi nombre Yahweh.
Exodo 6:3

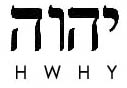
El Tetragrámaton.

Ēl se estabiliza pero solo como título a Yahweh (Dios, poderoso), o como abreviatura de "Elohim Yahweh".
Según Génesis 35 y Oseas 12, el nombre Israel (ישראל) representa al patriarca Jacob, ‘que pelea con Ēl’, aunque otros autores lo traducen de diferentes maneras.

Ya no te llamarás Jacob, sino Israel, porque has luchado con «Elohim» y con los hombres, y has vencido.
Génesis 32:28

La palabra «Ēl» en el Tanaj (la Biblia hebrea) tiene varios significados dependiendo del texto: si se refiere a Yahweh significa Dios, si se refiere a otros dioses cananeos o babilonios, Ēl se refiere a un ídolo o dios falso.
En la mayoría de las traducciones, el sitio conocido como Bethel
se traduce como ‘casa de Elohim’ (siendo beth ‘casa’ y Ēl puede referirse tanto a Yahweh como a cualquier dios en general).
Por lo tanto, Beth-el podría no ser la Beth Yahweh, sino la casa de Ēl.
Posteriormente Israel sería el pueblo elegido: el que se enfrentaría a los ídolos (Ver idolatría), pues seguiría el único camino trazado por solo Yahweh.
En la primera mitad del siglo X a. C.
ese pueblo alcanzó tal objetivo durante los reinados de David y Salomón (Israel se había convertido en el Reino unificado de Israel, un estado teocrático con Yahweh a la cabeza). Pero el Tanaj indica que posteriormente las doce tribus de Israel se dividieron porque no llegaron a un acuerdo de quien sería el sucesor de Salomón.
Ocurrió que las tribus norteñas habían copiado el materialismo (Amós 6:8; 8:4-7; Jer 5:26; Habacuc 1:2-4) los cuales adoraban al dios Ēl, mientras que Judá se mantenía «un poco menos infiel… reconocía todavía a Yahweh» (Libro de Oseas 4:15; 11:12; Libro de Amós 2:4-8).
Luego de la división del reino, el nombre Ēl (usado en los idiomas semitas para designar a la deidad principal, el toro o becerro) se difundió más en el norte (Reino de Israel), [esas diez tribus del norte ―propiamente llamadas Israel- son Aser, Dan, Efraím, Gad, Isacar, Manasés, Neftalí, Rubén, Simeón o Simón y Zabulón].
Por su parte los del sur (Reino de Judá) ―propiamente llamados de Judá o levitas y benjaminitas (Judá, Benjamín)― de donde viene el nombre de judíos, siguieron manteniendo el ritual a Yahweh en Jerusalén.
Hacia el siglo VIII a. C. el culto al dios Ēl estaba bastante arraigado entre los israelitas del norte. Los frecuentes intercambios comerciales (sobre todo con Tiro) contribuían a ello. Absorbían cultos fenicios, asirios y sidonios. Por ejemplo, según 1 Reyes 16:31, un hijo de Ēl (Melqart) era el «dios de Tiro» o «el Ba'al de Tiro». El rey de Sidón (Ethba’al) era servidor de Baal (Habbaal). El culto de este dios se introdujo en las tribus norteñas de Israel cuando el rey Ajab (o Acab) se casó con JezabEl, hija de EthBaal, rey de los sidonios.

Tu becerro [toro], Samaria [capital del norte de Israel], te hizo alejarte
Libro de Oseas 8:5; 10:5

Este «dios de Tiro» permaneció en Israel hasta el reinado de Jehú, quien lo anuló (Libro de Oseas 9:13; Libro segundo de los reyes 10:26).

### El dios Ēl como Yahweh

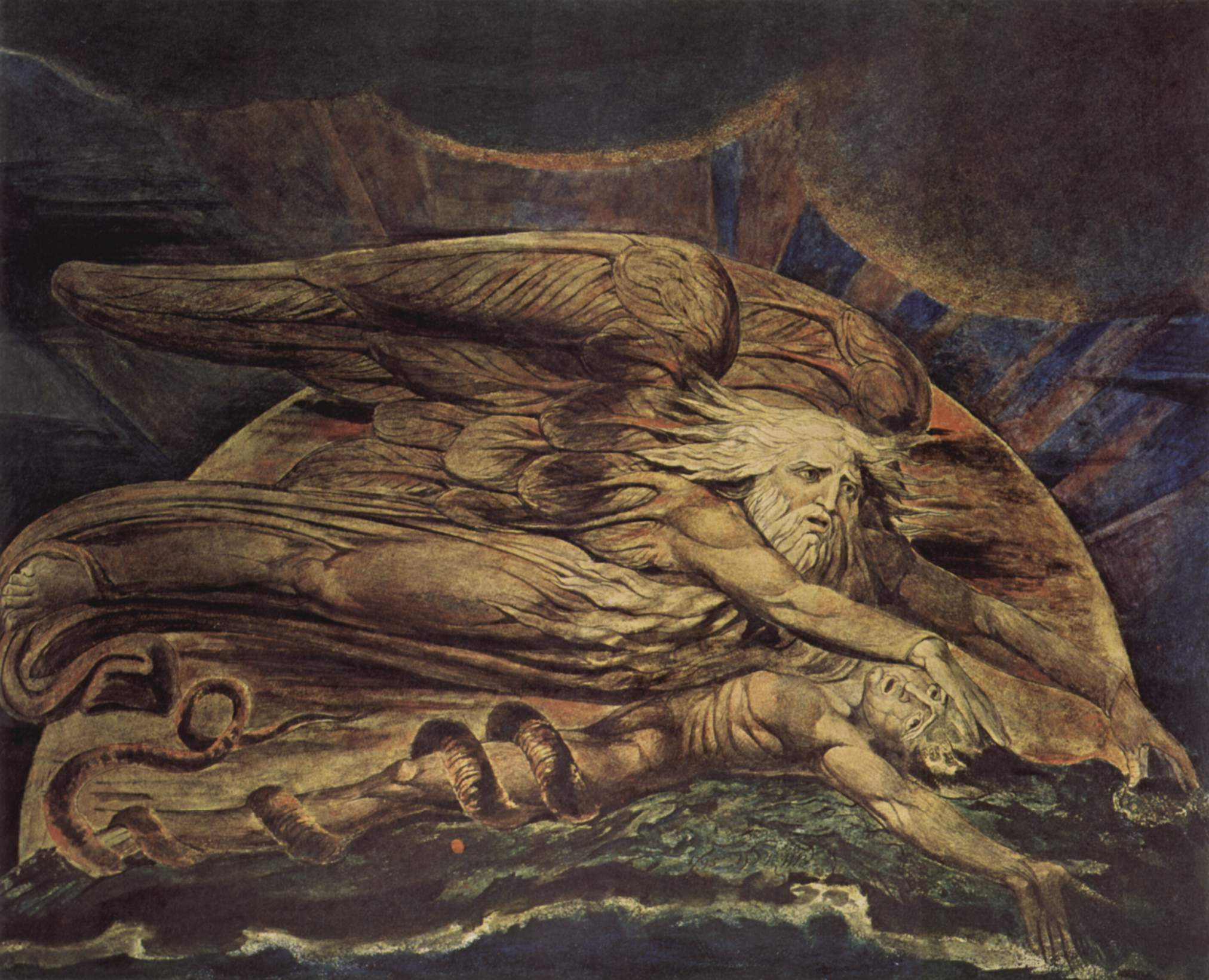
He Elohim y Adán. (Proyecto 2002).

En ciertas ocasiones, los israelitas utilizaban la palabra Ēl para referirse a Yahweh, dado que ese era el término genérico con que se denominaba a "Dios" por lo tanto, puede ser usada para cualquier dios, incluyendo Baal, Moloc o Yahweh.
Durante una era de sincretismo religioso, se aceptó entre el pueblo israelita considerar al dios cananeo Ēl como el mismo Yahweh.
De hecho, a medida que esa idea se hizo prevalente en la religión del pueblo israelita, pronto se pensó que Ēl había sido siempre la misma deidad Yahweh.

Y erigió [Jacob] allí un altar y lo llamó Ēl-Elohi-Israel. «Ēl, dios de Israel»
Génesis 33:20

Con el tiempo, Ēl había sido degradado a ídolo, fortaleciendo la posición de Yahweh como dios único. Varios de los títulos de Ēl fueron aplicados a Yahweh, y cualquier forma de culto no atribuida a Yahweh fue catalogada y condenada como idolatría.

### El gran desafío
Luego de salir de Egipto y ya en el desierto, a los hebreos les resultaba fácil volver al «modo de vida» que durante decenios habían experimentado en tierras egipcias. Por eso, ante cualquier dificultad los hebreos volvían al culto de Ēl.

Hizo de ello un becerro de fundición. Entonces ellos dijeron: «¡Israel, estos son tus elohim, que te sacaron de la tierra de Egipto!». Cuando Aarón vio esto, edificó un altar delante del becerro y proclamó: «¡Mañana será un día de fiesta dedicado a Yahweh!».
Éxodo 32:4-5

Una vez en la tierra prometida (Canaán), los israelitas fueron afianzando su culto a Yahweh hasta que pudieron consolidarlo en la época del rey David (siglo XI a. C.).
Posteriormente ―durante el reinado de su hijo Salomón― ese «pueblo elegido» conseguía vivir bajo la ley de Yahweh (Torá). La paz se había afianzado y los habitantes vivían en un clima de relativa prosperidad. Pero tiempo después la mayor parte de las tribus volvieron al culto al becerro-toro Ēl.
La Biblia refleja ese episodio en términos muy similares a los anteriores:
«El rey [Jeroboam] hizo dos becerros de oro y dijo al pueblo: «Ya habéis subido bastante a Jerusalén. Aquí están tus dioses, Israel, los cuales te hicieron subir de la tierra de Egipto» (1.º Reyes 12:28).
Se puede apreciar la facilidad con que se pasaba del culto a Yahweh hacia el culto del becerro-toro, o sea el dios Ēl.
El Tanaj relata que los cananeos no hebreos basaban su vida en el materialismo (dioses materiales) a los que se rendía culto "para obtener bienes y riqueza". Para conseguir dicha riqueza podía utilizarse el comercio engañoso ―lo cual caracterizaba a los pueblos cananeos―. La mentira y el saqueo se transformaba en una práctica común.
- «Canaán tiene en su mano balanzas engañosas, es amigo de hacer fraude» (Libro de Oseas 12:7).
- «¿He de soportar yo una medida falsa... las balanzas de la maldad y la bolsa de pesas de fraude?» (Libro de Miqueas 6:9-11).

Pero a los pueblos «opresores» les iba bien, es decir, se sentían económicamente satisfechos, sin importarles a qué cantidad de pueblos estaban sometiendo. Por eso seguían adorando a Ēl.

### El tentador sistema de vida bajo el culto al dios Ēl
La solidaridad y compasión no eran compatibles con ese pensamiento. De allí que el culto al becerro (lo cual representaba al dios Ēl, un dios bondadoso, dispuesto a perdonar... que permitía aquellos métodos de enriquecimiento) era muy tentador.
Por lo tanto: seguir manteniéndose en el culto a Yahweh, en medio del tentador culto a dioses materiales de los cananeos y naciones vecinas era un gran desafío para los hebreos. [Notar que lo que más se reprocha a las tribus que volvieron al «dios becerro» es su comercio engañoso y la opresión a los más débiles (Isaías 10:2; Jeremías 5:27; Amós 6:8; 8:4-7; Miqueas 3:11)].
La idolatría que repudian los profetas del siglo VIII a. C. hace directa alusión al modo de vida:
El cántico de Isaías (siglo VIII a. C.) manifiesta un panorama desolador:
Expresa que Yahweh «esperó de ellos derecho» (mishpat) «y ahí tenéis: asesinatos. Esperó justicia» (dsedaqah) «y ahí tenéis, lamentos» (Is 5:7).
Dicho profeta continúa con su invectiva contra «los que añaden casas a casa y campos a campos hasta no dejar sitio y vivir ellos solos en medio del país» (Is 5:8); esos son «los que llaman al mal bien y al bien mal», y luego agrega: «Contra ellos se inflama la ira de Yahweh» (Is 5:25).
Asimismo, el profeta Amós fustiga a las mujeres de los poderosos (entregadas como ellos a la comodidad y al abuso): «Oprimís a los indigentes» (dallim), «maltratáis a los pobres» (ebionim), «y pedís a vuestros maridos: “Traed de beber”» (Am 4:1).
[La Ley de Yahweh permitía que hubiera gente más próspera que otras, pero no que un rico se aproveche de su posición de privilegio (2.ª Sam 12:1-6)].
Congruente con todo esto, en el libro Apocalipsis se le reprocha a la Gran Ramera que sus negociantes «usan artimañas para llegar a ser los magnates del planeta» (Ap 18:23).
Tal como lo adelantaba Zacarías cuando se refería al juicio final:
«Y en aquel día no habrá más negociantes [kenajaní: ‘cananeos’] en la casa de Jehová de los Ejércitos» (Zac 14.21).
Uno de los datos que muestra el sincretismo en el Antiguo Israel es que cuando se utiliza la forma Ēl para referirse a Yahweh en vez de Elohim, paralelamente tienen el significado del título que los demás pueblos semitas le daban a la deidad Ēl. Así en los pasajes en los que se refieren a Dios como «el Fuerte de Israel» o «el Fuerte de Jacob» (uno de los títulos de Yahweh en la Biblia), literalmente dice «el Toro de Jacob» o «el Toro de Israel» (Salmos 132:2,5, Isaías 1:24, 49; 26, 60:16, Salmo 22:16, entre otros). Esto podría dar lugar (para un desprevenido) a caer en "el engañoso culto" al toro-becerro (o sea, el culto a Ēl).
En el idioma hebreo otro nombre para designar a Yahweh es la forma "Abir" significando poderoso, fuerte, la forma para los demás es "Abbir" del mismo significado, incluyendo la palabra Toro (nombre con el que se referían a «el otro Ēl») así para referirse a Yahweh se utiliza Abir y para los demás Abbir, como en el caso de "los fuertes toros de Basan".
Otros escritores simplemente lo traducen de manera literal: ‘dioses’.
Una referencia a Ēl en los textos ugaríticos y a Baal en representación del «jinete de las nubes», o «el que cabalga entre las nubes», es muy similar a las expresiones que la Biblia utiliza para Yahweh (Salmo 68:4, Deuteronomio 33:26, Segundo libro de Samuel 22:11).

Déjame decírtelo, príncipe Baal, déjame repetirlo, jinete entre las nubes: ahí tu enemigo, Baal, contempla, vas a matar a tus enemigos, contempla: tú aniquilarás a tus adversarios
Poema a Baal, textos de Rash Shamra

No hay nadie como el dios de Jesurún [Israel],
que para ayudarte cabalga en los cielos,
entre las nubes, con toda su majestad.
Deuteronomio 33:26-27

### Ēl como dios extranjero

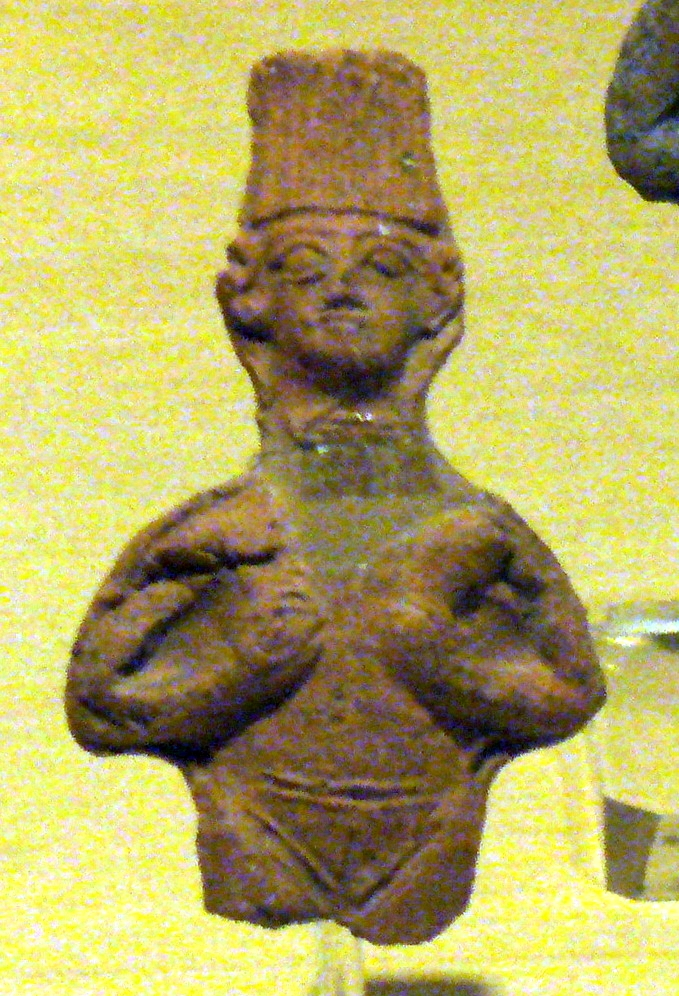
Astarte.

En otras ocasiones los israelitas usaban el nombre Ēl o Elohím, para referirse a una o varias divinidades extranjeras.

Decidan hoy a quién servir: si a los dioses (elohím), a los que sus antepasados servían a orillas del Éufrates, o a los dioses (elohím) de los amorreos que viven en esta tierra.
Libro de Josué 24:15

Por la gran variedad de nombres de dioses que pueden leerse en la Torá, algunos autores plantean la teoría de que originalmente los pueblos semíticos que se agruparon bajo la denominación de “hebreos”, tenían creencias politeístas que progresivamente fueron perdiendo y adaptando hacia el monoteísmo, durante la época previa a las primeras adiciones que conformaron la Torá.

## Títulos del dios Ēl

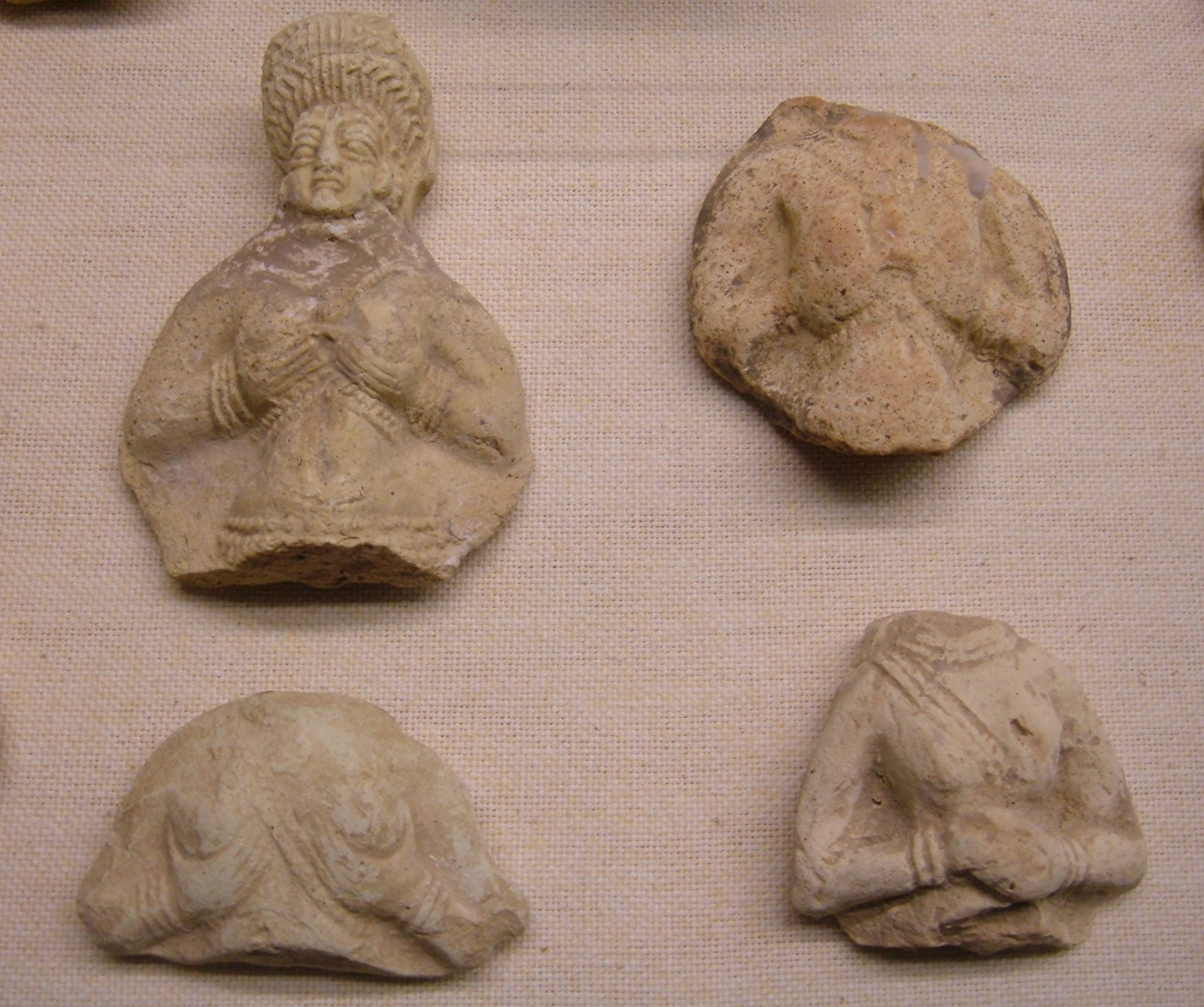
Ishtar, la diosa Asera de los babilonios.

- Toro, el padre del tiempo, el rey, el creador de todo, el santo y compasivo, el bueno o noble.[35]
- Athtar (Aftar), el Maravilloso.
- Yamu (Yam, Yahm, Yom, Yamm) (el mar o el océano).
- Tiamat (las aguas marinas) y Apsu (el agua dulce). Estas dos deidades podrían ser la misma persona, y a veces son representados como mujeres o varones.[36] En la mitología cananea, Apsu es llamado el príncipe de las aguas. A veces en Ugarit se le llamaba ‘mar’. Los «otros yo» del mar, posiblemente sus hijos, u otros hijos de Ēl (no está claro), son:
  - Tannin (dragón).
  - Lotán, Letáno o Leviatán
  - Rabbim (aguas, olas, deseo o juez)[cita requerida]
- Horón (Jorón), dios del inframundo.
- Yadi Yalha o Iadi Ialja
- He o Ji (Helios), dios del Sol.[cita requerida]

## Ēl en nombres de lugares y personas
Todos los nombres como Ismael, Miguel, Israel y demás eran una forma teofórica, es decir los sufijos de los elementos (il, ilu o el) representan un "nombre divino" en este caso el supremo nombre del dios Ēl, pero durante el reinado de Ebrum (rey de Ebla que se supone que fue el patriarca Eber [Heber], de donde proviene el nombre de hebreos) cambió de forma teofórica, de -el a -ya (w), de esta manera nombres como Mikailu (Miguel) se convirtieron en Mikaya (w), de esta manera el rey Ebrum cambió paulatinamente la religión de Ebla de su tiempo, asociándolo así con el nombre bíblico de Yahweh (-ya [w]), transformando a Yahweh en el Dios nacional, en vez de Ēl.

### Como prefijo
El dios Ēl en topónimos y antropónimos bíblicos:
- Eladah: eternidad del dios Ēl
- Elasah: hechos del dios Ēl
- El-beth-el: el dios Ēl de Betel
- El-elohe-Israel: el dios Ēl es el dios de Israel
- Eldaah: conocimiento del dios Ēl
- Eldad: favorito del dios Ēl, amor del dios Ēl
- Elead: testigo del dios Ēl
- Elealeh: ofrenda quemada para Ēl
- Eleazar o Eliezer: ayuda del dios Ēl, la corte del dios Ēl
- Elhanan: gracia, regalo o misericordia del dios Ēl
- Elí: mi dios Ēl
- Eliab, Eliabba: el dios Ēl es mi padre, el dios Ēl es padre
- Eliada: conocimiento del dios Ēl
- Eliakim: resurrección del dios Ēl
- Eliam: pueblo del dios Ēl
- Elías (Eliyah): Ēl-Yahweh (dos nombres del mismo dios) o ‘¡Yahweh dios!’
- Eliasaph o Eliasaf: el dios Ēl aumenta
- Eliashib: el dios Ēl de la conversión
- Eliathah: tú eres mi dios Ēl
- Elidad: amado del dios Ēl
- Eli-el: el dios Ēl, mi Ēl
- Elienai: el dios Ēl de los ojos
- Elihoreph o Elijoref: dios Ēl del invierno, dios Ēl de la juventud
- Elika: pelícano del dios Ēl
- Elim: chivo, ciervo, venado, hombre fuerte
- Elimelech: el dios Ēl es rey
- Eliphal o Elifal: milagro del dios Ēl
- Eliphalet o Elifalet: el dios Ēl de liberación
- Eliphaz o Elifaz: esfuerzo del dios Ēl
- Elishabeth o Isabel: juramento (o completud) del dios Ēl
- Elisha: el dios Ēl salva
- Elishah: cordero del dios Ēl, ayuda del dios Ēl
- Elishama: el dios Ēl escucha
- Elishaphat: mi dios Ēl juzga
- Elishua: el dios Ēl es mi salvación
- Eliud: el dios Ēl es mi alabanza
- Elizur: el dios Ēl es mi fuerza o mi roca; roca de Ēl
- Elkanah: celo del dios Ēl, el dios Ēl celoso
- Elkeshai: dureza o rigor del dios Ēl
- Ellasar: rebelado contra el dios Ēl
- Elmodam: el dios Ēl de la medida, el dios Ēl de la ropa[37]
- Elnaam: el dios Ēl imparcial
- Elnathan: el dios Ēl ha dado, regalo del dios Ēl
- Elohim: los dioses, o el dios Ēl poderoso (según el contexto).
- Elpaal: trabajo del dios Ēl
- El Shadai: el dios Ēl de las montañas (Génesis). No está claro si es un atributo del Yahweh, o se adoptó la denominación de un dios de la mitología amorrea, que ―unida al nombre del dios cananeo―, se usó como un nombre más del dios de Israel).
- Elteketh: caso del dios Ēl
- Eltolad: generación [procedente] del dios Ēl
- Eluzai: el dios Ēl es mi fuerza
- Elyón: el dios Ēl más alto
- Elzabad: el dios Ēl de la dote
- Elzaphan: el dios Ēl del viento norte

También hay muchas palabras cuya etimología aparentemente no está relacionada con el dios Ēl:
- Eleph: aprendizaje
- Eli: ofrenda, o levantamiento
- Elkoshite: hombre de Elkeshai
- Elon: roble, jardín, fuerte
- Elon-beth-hanan: casa de la gracia o casa de la misericordia

### Como sufijo
El aparece como sufijo de muchos nombres:
- Abde-el: nube [o vapor] del dios Ēl
- Abdi-el: sirviente del dios Ēl
- Abi-el: el dios Ēl [es mi] padre
- Abima-el: un padre enviado por el dios Ēl
- Adbe-el: igual que Abde-el
- Adi-el: testigo del dios Ēl
- Adri-el: rebaño del dios Ēl
- Ammi-el: pueblo del dios Ēl
- Ari-el: altar del dios Ēl, luz del dios Ēl o león del dios Ēl
- Asah-el: criatura del dios Ēl
- Asare-el: beatitud del dios Ēl
- Así-el: trabajo del dios Ēl
- Azra-el: quien al dios Ēl ayuda
- Asri-el: ayuda del dios Ēl
- Azri-el: igual que Asriel
- Barach-el: el que se inclina ante el dios Ēl
  - Barachías: el que se inclina ante Yah (Yahweh)
- Bet-el o Beth-el: casa del dios Ēl
- Betuel o Bethu-el: filiación del dios Ēl
- Bezale-el: sombra del dios Ēl
- Carme-el: cordero circunciso; cosecha; lleno de trigo
- Dani-el: juicio del dios Ēl; el dios Ēl es mi juez
- Deu-el: conocimiento del dios Ēl
- Emanu-el: el dios Ēl está con nosotros
- Ezequi-el: Ēl fortalecerá
- Fanu-el (igual que Peniel): rostro del dios Ēl, visión del dios Ēl; el que ve el rostro del dios Ēl
- Gabri-el: el dios Ēl es mi fuerza (geber: ‘hombre’ o ‘raza humana’),
- Gaddi-el: chivo del dios Ēl; el dios Ēl es mi felicidad
- Gamali-el: recompensa del dios Ēl; camello de Ēl
- Geu-el: redención del dios Ēl
- Haname-el: regalo del dios Ēl, gracia del dios Ēl
  - Hanane-el
  - Hani-el
  - Hanni-el
- Haza-el: que ve al dios Ēl
- Hi-el: el dios Ēl vive; vida del dios Ēl
- Irpe-el: salud del dios Ēl, medicina del dios Ēl o alabanza del dios Ēl
- Ishma-el (Ismael): el dios Ēl cura, o el dios Ēl escucha
- Isra-el: el que lucha contra [el dios] Ēl o el que prevalece ante el dios Ēl
- Ithi-el: señal del dios Ēl, venida del dios Ēl
- Jaasi-el: trabajo del dios Ēl
- Jabne-el: edificio del dios Ēl
- Jahale-el: alabanza al dios Ēl, luz del dios Ēl
- Jahazi-el o Jehazi-el: visión del dios Ēl
- Jahdi-el: unidad del dios Ēl, agudeza del dios Ēl o venganza del dios Ēl
- Jahle-el: la espera por el dios Ēl, el ruego al dios Ēl, la esperanza en el dios Ēl
- Jahze-el: el dios Ēl posee, o el dios Ēl divide
- Jasi-el: fuerza del dios Ēl
- Jathni-el: regalo del dios Ēl
- Jaze-el: ver Jasiel
- Jedia-el: conocimiento del dios Ēl
- Jedi-el: conocimiento del dios Ēl, o renovación del dios Ēl
- Jehalele-el o Jehalel-el: alabanza del dios Ēl; claridad del dios Ēl
- Jehazi-el o Jahazi-el: visión del dios Ēl
- Jehei-el: el dios Ēl vive
- Jehezek-el: Fortalecerá el dios Ēl
- Jekabze-el: congregación del dios Ēl
- Jekuthi-el: congregación del dios Ēl o la esperanza del dios Ēl
- Jemu-el: día del dios Ēl, hijo del dios Ēl
- Jerahme-el: misericordia del dios Ēl o amado del dios Ēl
- Jeri-el o Jeruel: miedo al dios Ēl o visión del dios Ēl
- Jesimi-el: asombro por el dios Ēl, o acto de nombrar del dios Ēl
- Jeu-el: el dios Ēl se ha llevado; Ēl acumula [riquezas]
- Jezre-el: semilla del dios Ēl
- Jiftha-el: el dios Ēl abre
- Kabze-el: congregación del dios Ēl
- Kadmi-el: el dios Ēl antiguo, el dios Ēl de la antigüedad; el dios Ēl del Levante
- Kemu-el: el dios Ēl lo ha levantado (o lo ha establecido).
- La-el: para el dios Ēl
- Lemu-el: el dios Ēl con él o con ellos
- Magdi-el: declaración del dios Ēl, fruta elegida por el dios Ēl
- Mahalele-el: alabanza del dios Ēl
- Malchi-el: el dios Ēl es rey o el dios Ēl es mi consejero
- Malele-el: igual que Mahalele-el
- Mehetab-el: ¡qué bueno es el dios Ēl!
- Mehuja-el: el que proclama al dios Ēl
- Meshezahe-el: el dios Ēl se lo lleva; salvación del dios Ēl
- Migdal-el: torre del dios Ēl
- ¿Mig El? (Miguel): ¿quién es como el dios Ēl?
- Nahali-el: herencia o valle del dios Ēl
- Natana-el o Nezana-el: regalo del dios Ēl
- Nei-el: conmoción por el dios Ēl
- Nemu-el: sueño del dios Ēl
- Nethane-el o Nazana-el: regalo del dios Ēl
- Othni-el: la hora del dios Ēl.
- Pagui-el: prevención u oración del dios Ēl.
- Palti-el: entrega o prohibición del dios Ēl.
- Peni-el: rostro o visión del dios Ēl; el que ve el rostro del dios Ēl.
- Penu-el: igual que Peniel.
- Pethu-el: boca o persuasión del dios Ēl.
- Phanu-el (igual que Peniel).
- Puti-el: el dios Ēl es mi gordura.
- Rafa-el o Refa-el: el dios Ēl sana, médico del dios Ēl, o medicina del dios Ēl.
- Ragu-el: pastor del dios Ēl, o amigo del dios Ēl.
- Repha-el: igual que Rafael.
- Reu-el: igual que Ragüel.
- Salathi-el: pedido por el dios Ēl, o alquilado por el dios Ēl.
- Samu-el: prestado, oído o pedido por el dios Ēl.
- Shealti-el: igual que Salathiel.
- Shebu-el: cautividad o asiento del dios Ēl.
- Shelumi-el: igual que Shelemiah.
- Shelemiah: el dios Ēl es mi perfección, mi felicidad o mi paz.
- Shemu-el: señalado por el dios Ēl.
- Shuba-el: retorno de cautivos; asiento del dios Ēl.
- Tabeal o Tabe-el: el buen dios Ēl.
- U-el: que desea al dios Ēl.
- Uri-el: el dios Ēl es mi luz o mi fuego; igual que Urías (Uri-Yah).
- Zabdi-el
- Zuri-el: roca o fuerza del dios Ēl

También hay muchas palabras cuya etimología aparentemente no está relacionada con el dios Ēl:
- Abel: quizá pastor, camello o hijo.
- Azaz-el: chivo expiatorio.
- Babel.
- Hillel: aquel que alaba.
- Jael: el que asciende, un niño.
- Jezebel: no exaltado.
- Joel: el que manda.
- Methusael: quien pide morir.
- Misha-el o Misael: el que es pedido o alquilado.
- Ohel: tienda, tabernáculo, brillo.
- Ofel: torre, oscuridad, nubecita blanca.
- Raq-el: oveja.
- Tekel: peso.
- Zerub Babel: un extranjero en Babilonia; dispersión de la confusión.
- Zorobabel: igual que Zerubbabel.